# Christian Albrecht Bluhme
Christian Albrecht Bluhme (27 de diciembre de 1794 - 6 de noviembre de 1866) fue un abogado y político conservador danés que fue el segundo Primer Ministro de Dinamarca (la primera vez entre 1852 y 1853 con el título de Primer Ministro, la segunda vez entre 1864 y 1865 con el título de presidente del consejo). Lideró el país durante la última parte de la Segunda Guerra de Schleswig.

## Biografía
Bluhme nació en Copenhague, Dinamarca, como el hijo del comandante de la marina Hans Emilius Bluhme. Bluhme fue a la Escuela de Herlufsholm, donde se convirtió en candidato legal en 1816. En 1820 se convirtió en auditor del 2º Regimiento de Jutlandia y dos años después también en asesor agrimensor. En 1824, fue al Consejo de Gobierno en Trankebar. Retornó a Dinamarca y fue nombrado en 1831 con el título de Consejo de Estado de la ciudad y bailío del condado en Store Heddinge en Selandia. En 1838 fue nombrado oficial de la diócesis de Aalborg. Fue llamado en 1843 para participar en la administración como Director de la Cámara General de Comercio y del Colegio de Comercio, cuya presidencia alcanzó en enero de 1848.

## Vida personal
En 1832, se casó con Rasmine Wandel (1813-1865), hija de un cirujano regimental en Copenhague, C.F. Wandel. Fue el padre del oficial naval Hans Emil Bluhme (1833-1926).